# سافیسم
سافیسم اصطلاحی است که برای هر زنی که مجذوب زنان می‌شود یا با زنی دیگر در رابطه است، بدون توجه به گرایش جنسی آنها، به‌کار می‌رود و شامل عشق رمانتیک میان زنان می‌شود.

پرچم غرور سافیک

این اصطلاح شامل افرادی می‌شود که لزبین، دوجنس‌گرا، همه‌جنس‌گرا، آمنیسکشوال، آرومانتیک، غیرجنسی یا کوئیر هستند. افراد سافیک نیز وجود دارند که نان‌باینری هستند.

## ریشه‌شناسی

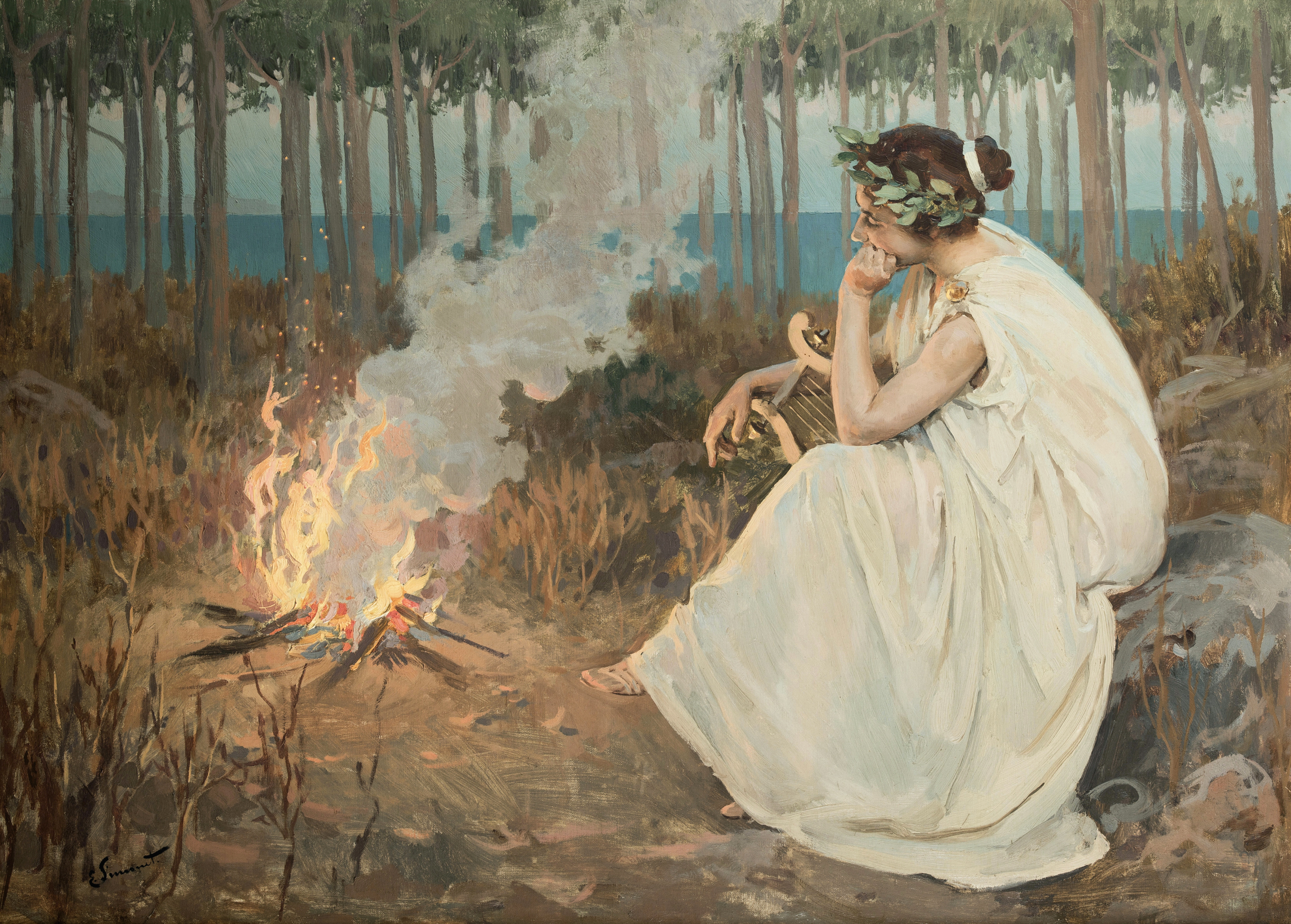
سافو، اثر انریکه سیمونت.

اصطلاح سافیسم از دههٔ ۱۸۹۰ استفاده شده است، و از سافو، شاعر یونانی که اشعار او عمدتاً بر عشق بین زنان و علایق همجنس‌گرایانه‌اش متمرکز شده است، گرفته شده است. او در جزیرهٔ یونانی لسبوس به دنیا آمد که اصطلاح لزبینیسم نیز برگرفته از آن است.
آثار سافو یکی از معدود ارجاعات باستانی به عشق سافیک است. اشعار او که از کیفیت قابل توجهی برخوردارند، نمونهٔ نادری از پرداختن به تمایلات جنسی زنانه، جدا از تولیدمثل در تاریخ به‌شمار می‌آیند.